# Meridiano 177 oeste
El meridiano 177 oeste de Greenwich es una línea de longitud que se extiende desde el Polo Norte atravesando el océano Ártico, Asia, el océano Pacífico, el océano Antártico y la Antártida hasta el Polo Sur.
El meridiano 177 oeste forma un gran círculo con el meridiano 3 este.
Comenzando en el Polo Norte y dirigiéndose hacia el Polo Sur, el meridiano 177 oeste pasa a través de:
| Coordenadas                         | País, territorio o mar | Notas |
| ----------------------------------- | ---------------------- | --- |
| 90°0′N 177°0′O / 90.000, -177.000   | Océano Ártico          | |
| 71°42′N 177°0′O / 71.700, -177.000  | Mar de Chukotka        | Pasa justo al este de Isla de Wrangel, Rusia |
| 68°8′N 177°0′O / 68.133, -177.000   | Rusia                  | |
| 65°36′N 177°0′O / 65.600, -177.000  | Mar de Bering          | Pasa entre la Isla Kanaga y la Isla Adak, Alaska, Estados Unidos |
| 51°40′N 177°0′O / 51.667, -177.000  | Océano Pacífico        | Pasa justo al este de las Islas Midway, Islas Ultramarinas Menores de los Estados Unidos Pasa justo al oeste de la Isla Howland, Islas Ultramarinas Menores de los Estados Unidos Pasa justo al oeste de la Isla Chatham, Nueva Zelanda |
| 60°0′S 177°0′O / -60.000, -177.000  | Océano Antártico       | |
| 78°25′S 177°0′O / -78.417, -177.000 | Antártida              | Dependencia Ross, reclamada por Nueva Zelanda |